# Dark Light
Dark Light este album înregistrat de HIM.

## Track list
1. "Vampire Heart" – 4:45
2. "Wings of a Butterfly" – 3:29
3. "Under the Rose" – 4:49
4. "Killing Loneliness" – 4:29
5. "Dark Light" – 4:30
6. "Behind the Crimson Door" – 4:34
7. "The Face of God" – 4:34
8. "Drunk on Shadows" – 3:49
9. "Play Dead" – 4:36
10. "In the Nightside of Eden" – 5:39
11. "Venus (In Our Blood)" – 4:35
12. "The Cage" – 4:29
13. "Poison Heart" – 3:46 (The Ramones cover)